# Песчаные скаты
Песчаные скаты  (лат. Psammobatis )  — род скатов семейства Arhynchobatidae отряда скатообразных. Это хрящевые рыбы, ведущие донный образ жизни, с крупными, уплощёнными грудными плавниками в форме ромба и выступающим округлым рылом. Рот поперечный или выгнут в виде арки. На вентральной стороне диска расположены 5 жаберных щелей, ноздри и рот. На тонком хвосте имеются латеральные складки. У этих скатов 2 редуцированных спинных плавника и редуцированный хвостовой плавник. Обитают в Атлантическом океане и в юго-восточной части Тихого океана. Встречаются на глубине до 450 м. Достигают длины 60,5 см. Откладывают яйца, заключённые в четырёхконечную роговую капсулу.
Название рода происходит от др.-греч. ψάμμος — «песок» и лат. batis — «скат».

## Классификация
В настоящее время к роду относят 8 видов:
- Psammobatis bergi Marini, 1932
- Psammobatis extenta (Garman, 1913)
- Psammobatis lentiginosa McEachran, 1983
- Psammobatis normani McEachran, 1983
- Psammobatis parvacauda McEachran, 1983
- Psammobatis rudis Günther, 1870
- Psammobatis rutrum  D. S. Jordan, 1891
- Psammobatis scobina (Philippi (Krumweide), 1857)